# J. R. 리처드

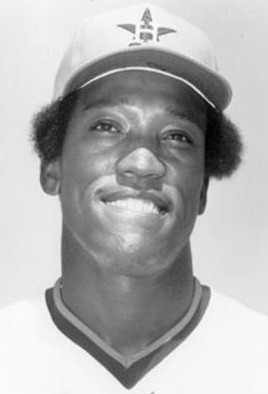
1976년 모습

J. R. 리처드(J. R. Richard, 본명: 에임스 로드니 리처드, Ames Rodney Richard, 1950년 3월 7일 ~ 2021년 8월 4일)는 미국 프로 야구 선수였다. 1971년부터 1980년까지 휴스턴 애스트로스(Houston Astros)에서 오른손 선발투수로 메이저 리그 베이스볼에서 전체 경력을 쌓았다. 리처드는 삼진 부문에서 내셔널 리그(NL)를 두 번 이끌었고 1980년에 NL 올스타 선수로 선정되었다.
고등학교를 졸업한 후 리처드는 1969년 아마추어 드래프트 1라운드에서 전체 2순위로 애스트로스에 선정되었다. 1971년 애스트로스에서 메이저 리그 데뷔를 한 때부터 1975년까지 리처드는 애스트로스 투수로서 제한된 역할을 맡아 한 시즌에 72이닝을 넘지 못했다. 1975년 리처드는 선발 투수로서 메이저 리그에서 첫 풀 시즌을 보냈다.
1976년부터 1980년까지 메이저리그 최고의 투수 중 한 명으로 내셔널 리그에서 삼진 2회, 평균자책점 1회, 9이닝당 허용안타 3회를 기록했으며, 1976년부터 1979년까지 1년에 최소 18승을 거두었다.
1980년 7월 30일, 리처드는 애스트로스 경기를 앞두고 몸을 풀던 중 뇌졸중을 겪고 쓰러졌다. 원인은 목에 혈전이 생긴 것으로 밝혀졌다. 그의 상태로 인해 30세의 나이로 메이저 리그 경력이 갑자기 끝났다. 1979년에 그가 기록한 313개의 삼진은 게릿 콜이 2019년 9월 24일 이를 넘어설 때까지 애스트로스 프랜차이즈 기록으로 남아 있었고, 팀의 통산 삼진 기록(1,493개)을 보유했다. 내셔널 리그 MVP를 두 번이나 차지한 조니 벤치와 데일 머피는 둘 다 리처드를 그들이 직면한 가장 힘든 투수로 꼽았다.
1981년 리처드는 애스트로스에서 복귀를 시도했지만 뇌졸중으로 인해 반응 시간이 느려지고 깊이 인식이 약해졌기 때문에 실패했다. 1984년 애스트로스에서 방출되기 전에 마이너 리그에서 다음 몇 시즌을 보냈다. 그의 프로 야구 경력이 끝난 후 리처드는 실패한 사업 거래에 연루되어 두 번의 이혼을 겪었고, 이로 인해 1994년에 노숙자와 궁핍한 생활을 하게 되었다. 리처드는 지역 교회에서 위안을 찾았고 나중에 기독교 목사가 되었다. 2019년에는 휴스턴 애스트로스 명예의 전당에 헌액되었다.